# Richard Bruce Root
Richard Bruce "Dick" Root foi um ecólogo e zoólogo norte-americano que é conhecido pelos seus estudos de interações ecológicas. Em um de seus trabalhos mais conhecidos, sua tese de doutorado, Root define o conceito de guilda que ainda é utilizado atualmente em ecologia par designar grupos de espécies que exploram de forma similar o mesmo tipo de recurso ambiental.